# Anne van der Helm
Anne van der Helm – holenderski żużlowiec, występujący również na długim torze, na trawie i na lodzie.

## Życiorys
Trzykrotny medalista indywidualnych mistrzostw Europy na torze trawiastym: złoty (1992), srebrny (1994) oraz brązowy (1995). Brązowy medalista drużynowych mistrzostw świata w wyścigach na lodzie (1993). Trzykrotny złoty medalista indywidualnych mistrzostw Holandii na torze trawiastym (1992, 1994, 1995).